# Der beliebte Amüsierbetrieb
Der beliebte Amüsierbetrieb (engl. Originaltitel: Bart After Dark) ist die fünfte Folge der achten Staffel der US-amerikanischen Zeichentrickserie Die Simpsons. Ihre Erstausstrahlung erfolgte am 24. November 1996 auf dem Sender Fox, die deutschsprachige Erstausstrahlung folgte am 2. November 1997 auf ProSieben. Für den Song „We Put the Spring in Springfield“ in dieser Folge gewannen Ken Keeler und Alf Clausen einen Primetime Emmy Award.

## Handlung
Es ist Sommer, und die Kinder haben Ferien. Marge, Lisa und Maggie sind zu einem Strand gefahren, um dort nach einer Tankerkatastrophe ölverschmutzten Robben-Babys zu helfen, und lassen Homer und Bart alleine zu Hause. Bart, Milhouse, Nelson, Ralph und Martin spielen mehrere Tage mit einem Spielzeugflieger, bis dieser auf dem Dach eines schaurig aussehenden alten Hauses hängen bleibt. Bart ist der einzige, der sich traut, das Grundstück zu betreten und auf das Dach zu klettern. Dabei stößt er jedoch versehentlich einen Wasserspeier vom Dach. Die Besitzerin des Hauses, eine streng wirkende alte Dame namens Belle, die die Kinder gerüchteweise für eine Hexe halten, kommt aus dem Haus. Sie will Barts Eltern sprechen und mit Bart am Schlafittchen geht sie zum Haus der Simpsons. Mit Homer trifft sie die Absprache, Bart nicht anzuzeigen, wenn Homer ihn effektiv bestrafe. Dieser tut sich zunächst schwer, bestraft ihn dann aber damit, dass er Belle in ihrem Haushalt helfen soll, bis für sie der Schaden beglichen ist.
Als Bart am nächsten Tag dort ankommt, stellt er zu seiner Freude fest, dass das Haus der Dame ein geheimer Amüsierbetrieb namens Maison Derrière ist. Er hat großen Spaß an der Arbeit, assistiert den Tänzerinnen mit der Garderobe und macht sich sehr nützlich. Als Homer Bart am Abend abholt, ist er, obwohl er den Betrieb bemerkt, nicht besorgt, dass Bart dort arbeitet, da Belle mit ihm zufrieden ist.
Einige Tage später will allerdings Seymour Skinner das Maison Derrière besuchen und ist beschämt und bestürzt, als er im Türhüter Bart wiedererkennt. Mit Ned und Maude Flanders, Timothy und Helen Lovejoy stellt er Homer zur Rede: Er solle Bart nicht mehr im Amüsierbetrieb arbeiten lassen. Dieser gibt jedoch nicht nach, als gerade Marge, Lisa und Maggie wieder zurück vom Strand kommen. Anscheinend durften nur Berühmtheiten den Tieren helfen, man hatte ihnen lediglich erlaubt, ölbeschmutzte Felsen abzuschrubben.
Als Marge von Barts dortiger Arbeit erfährt, verlangt sie von der Besitzerin, dass sie den unsittlichen Amüsierbetrieb schließen solle. Als diese sich weigert, startet Marge eine Kampagne gegen das Maison Derrière, sie fotografiert mehrere prominente Bürger der Stadt beim Verlassen des Hauses und demonstriert damit die angebliche moralische Gefährdung durch den Betrieb auf einer Stadtversammlung. Sofort bildet sich ein Mob, der zu Belles Haus zieht, um das Gebäude zu zerstören und sie aus der Stadt zu jagen.
Als die Einwohner anfangen, das Haus zu demolieren, ergreift Homer das Wort. Seine Verteidigung des Maison Derrière geht in das Lied „We Put the Spring in Springfield“ über, in dem er nach und nach alle überzeugt, dass es ein wichtiger Bestandteil der Stadtkultur sei. Erst als das Lied zu Ende ist, trifft verspätet Marge mit einem Bulldozer ein. Sie wird von den Einwohnern aufgehalten, da sie nun einer anderen Meinung sind. Als Marge den Bulldozer anhalten will, löst sie dabei aber versehentlich die Bremse und zerstört teilweise das Haus. Um dies wiedergutzumachen, muss nun auch Marge im Amüsierbetrieb arbeiten. Sie entscheidet sich dafür, mit einer sehr zahmen Bauchrednernummer aufzutreten.

## Anspielungen
Innerhalb des Couch-Gags der Episode, in welchem vor und hinter dem Sofa der Simpsons dutzende Einwohner Springfields zu sehen sind, zeigen sich folgende Bezüge zu früheren Episoden:

- Hinter der Couch der Simpsons stehen neben aktuellen Charakteren aus der Serie auch die früheren Versionen der fünf Simpsons aus den Kurzfilmen, die in der Tracey Ullman Show gezeigt wurden (siehe dazu auch Geschichte von Die Simpsons).
- Direkt vor der Couch liegt der Kopf der Statue von Jebediah Springfield, den Bart in der Episode Bart köpft Oberhaupt (aus Staffel 1) geklaut hat.
- Unten am Bildrand ist die Bowlingkugel zu sehen, mit der Marge in der Episode Der schöne Jacques gespielt hat.
- Der Fisch Blinky aus der Folge Frische Fische mit drei Augen schwimmt in einem Goldfischglas.
- Die Platte „Bigger Than Jesus“ des Gesangsquartetts Die Überspitzen (im Original Be Sharps), das aus Homer Simpson, Apu Nahasapeemapetilon, Seymour Skinner und Clancy Wiggum (später durch Barney Gumble ersetzt) bestand, aus der Episode Homer und die Sangesbrüder (Staffel 5) liegt rechts unten am Bildrand.
- Außerdem steht links unten im Bild eine Flasche des Simpson & Sohn Revitalisierungselixiers aus der Folge Grandpa gegen sexuelles Versagen (aus Staffel 6).

## Rezeption
Die Erstausstrahlung von Bart After Dark beendete die Nielsen Ratings der Woche vom 18. bis 24. November 1996 mit einem Rating von 8,5 auf dem 57. Platz aller US-Fernsehsendungen, was etwa 8,2 Millionen Fernsehhaushalten entsprach. Sie hatte damit das vierthöchste Rating aller Sendungen auf Fox in dieser Woche nach Akte X, Melrose Place und Beverly Hills, 90210.
Für den Song „We Put the Spring in Springfield“, welcher Teil des Albums Go Simpsonic with The Simpsons ist, gewannen Ken Keeler und Alf Clausen einen Primetime Emmy Award in der Kategorie Outstanding Music and Lyrics.